# قطعنامه ۲۰۳۷ شورای امنیت
قطعنامه ۲۰۳۷ شورای امنیت سازمان ملل متحد که در تاریخ ۲۳ فوریه ۲۰۱۲ تصویب شد، سندی بین‌المللی دربارهٔ بررسی وضعیت در تیمور شرقی است. این قطعنامه طی نشست ۶۷۲۱ام با ۰ رای موافق، ۰ و ۰ ممتنع تصویب شد.